# Allopodoiulus verhoeffi
Allopodoiulus verhoeffi är en mångfotingart som först beskrevs av Jawlowski 1931.  Allopodoiulus verhoeffi ingår i släktet Allopodoiulus och familjen kejsardubbelfotingar. Inga underarter finns listade i Catalogue of Life.